# 하노버 96
하노버셔 슈포트페어라인 폰 1896(Hannoverscher Sportverein von 1896) 은 흔히 하노버 96(Hannover 96) 나 줄여서 하노버(Hannover)나 96으로 알려진 독일의 축구 클럽으로 니더작센주 하노버를 연고로 한다. 현재, 하노버 96은 독일의 2부 리그인 2. 분데스리가에 속해 있다.

## 역사

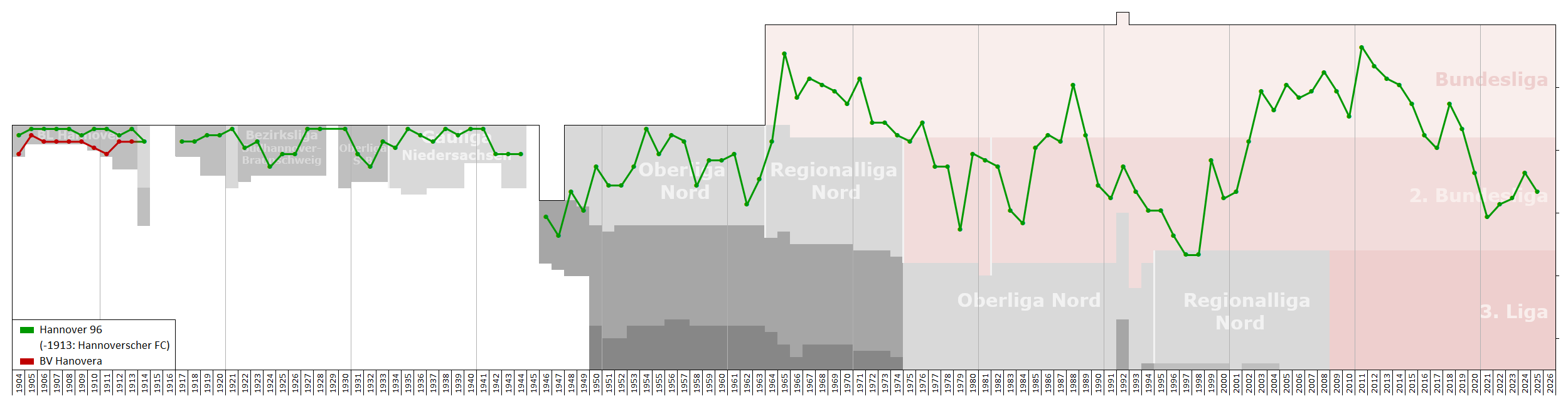
제2차 세계대전 이후 하노버 96의 연간 실적

### 창단에서 2차 세계대전까지
하노버 96은 1896년 4월 12일에 도이체 FV 1878 하노버 (Deutscher FV 1878 Hannover)의 창단자, 페르디난드-빌헬름 프리케 (Ferdinand-Wilhelm Fricke) 에 의해 하노버셰어 푸스발-클룹 1896 (Hannoverscher Fußball-Club 1896)이라는 이름으로 창단되었다. 이 클럽의 주요 종목은 원래 육상과 럭비였다. 1899년에 이르기 전까지 이 클럽은 축구에 대한 관심이 없었다. 1902년, 대부분의 게르마니아 1902 하노버 (Germania 1902 Hannover)는 하노버 96의 일부가 되었고, 게르마니아의 나머지 일원들은 하노버셰어 발슈필페어라인 (Hannoverscher Ballspielverein) 을 창단하였다. 1913년, 발슈필페어라인과 96은 발페어라인 1898 하노페라 (Ballverein 1898 Hannovera, 1905년, 푸스발페어라인 하노페라 1898 하노버 (Fußballverein Hannovera 1898 Hannover) 와 하노버셰어 BV (Hannoversher BV) 가 합병되어 창단되었다.) 과 통합되어 하노버셰어 슈포르트페어라인 1896 (Hannoverscher Sportverein 1896) 이 되었다.
하노버셰어 FC의 색은 원래 흑색-백색-녹색이었지만, 청색을 사용하였고, BV쪽은 적색을 사용하였다. 새로 통합된 팀은 흑색-백색-녹색을 클럽 유니폼 색으로 유지하였다. 그러나 나중에 적색을 선택하게 되었고, 이에 따라 빨강 (Die Roten)이라는 별명을 얻었다. 하노버의 써드킷은 클럽의 실제 공식 색깔을 나타낸다.
이 클럽은 1900년대 초 국가 플레이오프에 꾸준히 등장하였으나, 지역 라이벌 아인트라흐트 브라운슈바이크에 막혀 빛을 보지 못하였고, 현재까지 강력한 라이벌 관계를 유지하고 있다. HSV는 지역 강호로 1920년대에 국가 대회에 꾸준히 진출하였다.
제3제국 하에, 독일의 축구 시스템은 1933년에 16개의 1부리그 시스템으로 개정되었고, 하노버는 니더작센 가울리가 (Gauliga Niedersachsen) 에 속하게 되었다. 이 클럽은 1935년에 국가 결승전에 진출하였고, 이듬해 국가대표팀 선수가 차출되었다. 하노버는 1938년에 첫 국가 타이틀을 획득하였는데, 결승에서 당시 독일 최강이었던 FC 샬케 04를 제압하는 큰 이변을 일으켰다. 하노버와 샬케의 결승전은 연장전을 3-3으로 마무리하며 팽팽한 경쟁을 하였다. 이후 재경기에서 4-3으로 하노버가 승리하였다. 1942년, 가울리가가 전쟁으로 인해 범위가 축소되었고, 하노버는 브라운슈바이크-쉬드하노버의 가울리가 (Gauliga Braunschweig-Südhannover) 로 무대를 옮겼다.

### 전쟁 이후
다른 독일 단체들과 마찬가지로, 하노버는 제2차 세계 대전 이후 연합군에 의해 국토를 점령당하며 잠시 해체되었다. 지역 단체는 1945년 8월에 하노버 96은 다시 재건되었고, 전 하노버 96의 선수들과 아르미니아 하노버 (Arminia Hannover) 선수들은 영국 군인 팀을 상대로 전쟁 이후 첫 경기를 치루었다. HSV는 나중에 1945년 11월 11일에 하노버셰어 SV (Hannoverscher SV) 로 재탄생하였고, 1946년 4월 27일에 하노버 96이라는 고유의 이름을 계승받았다.
하노버는 1947년에 리그에 복귀하였고, 당시 1부리그였던 북부 오베르리가 (Oberliga Nord) 에 참여하였지만 강등되었다. 그러나 하노버는 1949년에 다시 오베르리가로 복귀하는데 성공하였다. 이후 1954년에서야 국가 결승에 올랐고, 여기에서 1. FC 카이저슬라우테른에 5-1의 참패를 안겨다 주었다. 카이저슬라우테른은 팀 내의 5명이 1954년 FIFA 월드컵에 차출되게 되고 "베른의 기적" (Das Wunder von Berne) 을 일으키며 독일 국가대표팀의 첫 FIFA 월드컵 우승을 안겨주게 되었다.
1963년, 분데스리가라는 독일의 단일 1부리그가 새로 출범하였을 때, 16팀이 원년멤버로 참여하였다. 하노버는 이 당시 북부 레기오날리가 (Regionalliga Nord, 당시 2부리그) 에 속하였지만, 이후 분데스리가에 합류하였다. 하노버는 1964년에 분데스리가 승격을 얻음과 동시에 승격 원년에는 평균 46,000명의 관중이 웅집하여 리그 최고 평균 관중 기록을 세웠다.
하노버 96은 1부리그에 10여년간 속해있었고, 1974-75 시즌에 2 분데스리가로 강등되었다. 하노버는 바로 승격을 획득하였지만, 또다시 강등되었고, 이번에는 총 20년 중 17년을 2 분데스리가에 머물러야 했다.

### 90년대에서 현재까지
하노버는 70년대말과 90년대초에 재정난으로 위기를 맞이하였다. 1992년, 하노버 96은 인상적인 활약을 연속으로 보여주며 첫 DFB-포칼 우승을 거미쥐었고, 재정난을 어느정도 완화시켰다. 포칼 우승을 달성하는 과정에서 분데스리가에 속한 보루시아 도르트문트, VfL 보훔, 카를스루에 SC, SV 베르더 브레멘, 보루시아 묀헨글라트바흐를 제압하였고, 그에 따라 하노버 96은 1부리그에 속한 팀을 제외하고는 (우승 당시 속한 리그 기준으로) 첫 번째 우승 팀이 되었다. 포칼 우승의 일등공신은 골키퍼 예르크 지버스 (Jörg Sievers) 로 준결승전에서 2번의 선방을 하였고, 승부차기까지 이어진 이 경기에서 결승골을 기록하였다. 컵 결승에서 그는 2차례 선방을 하였고, 경기 또한 승부차기 끝에 승리를 거두었다.
하노버가 바닥을 쳤을 때는 1996-97시즌과 1997-98 시즌에 북부 레기오날리가 (3부 리그) 에 속하였을 때이다. 100주년을 기념할 해에 3부리그로 강등된 일을 팬들과 라이벌 팀들로부터 조롱거리가 되었다. 하노버는 팀을 갈아엎고 성공을 갈망하는 젊은이들로 팀을 채워나갔는데, 이들 중 대부분이 국가대표팀 차출을 경험하였거나 (게랄트 아자모아, 제바스티안 켈, 파비안 에른스트) 분데스리가에서 훗날 인상적인 자취를 남겼다. 하노버 96은 1998년에 2 분데스리가에 복귀하였고, 2002년에는 2 분데스리가에서 기록적인 승점 75점을 기록하며 1 분데스리가로 복귀에 성공하였다.
2002-03 시즌에 분데스리가 합류 후, 하노버는 이후 강등을 겪지 않았으며, 몇 명의 감독 지휘하에 종종 중위권으로 시즌을 마쳤다. 현 1. FC 뉘른베르크 감독 디터 헤킹은 2006-07 시즌에 페터 노이루러 지휘 하에 처음 3경기를 모두 패하고 11점을 실점하며 실망스러운 시작을 한 이후 영입되었다. 2007-08 시즌, 하노버는 레인저스 FC, 레알 마드리드 CF와의 프리시즌 친선경기에서 모두 승리하며 돌풍을 예고하였다. 그러나, 처음 6경기에서 기복이 심한 모습을 보였다. 이후, 하노버는 3경기를 연승으로 장식하였는데, 이 중에는 전 시즌 챔피언 VfB 슈투트가르트가 0-2로 하노버에 패하며, 하노버의 3연승 희생양 중 하나가 되었다. 그에 따라 하노버는 상위 6개 클럽 안에 들었다. 겨울 휴식기 이후, 하노버는 4위를 정점으로 하여 순위가 하락하였는데, 11번의 잔여 경기에서 2승만을 거두며 부진하게 시즌을 마무리하였다. 이에 따라 하노버는 2002-03 시즌에 분데스리가 합류 후, 6번째 시즌만에 49점을 얻으며 승격 후 최다 승점을 기록하였고, 2007-08 시즌을 8위로 마감하였다.
2008-09 시즌을 시작하며 하노버는 연패로 시작하며 부진하게 출발하였다. 그러나, 보루시아 묀헨글라트바흐전 5-1 승리 이후 분위기가 반전되었고, 이후 FC 바이에른 뮌헨을 홈에서 1-0으로 발목을 잡아, 20년만의 뮌헨전 승리를 기록하였다. 그 외에도 2008-09 시즌 초에 선두를 가져갔던 함부르크 SV를 상대로도 3-0 완승을 거두었다. 하노버는 겨울 휴식기까지 리그 테이블 중하위권을 달렸다. 시즌 후반기는 들쑥날쑥한 경기력으로, 홈 경기 결과에 의존하며 간신히 1 분데스리가 잔류에 성공하였다. 하노버는 뒤늦게 원정승을 몇 차례 달성하며, 강등 위기에서 벗어났고, 시즌을 11위로 마감하였다. 이 시즌 동안 경기력이 들쑥날쑥했던 데에는 주축 선수의 장기 부상에 있었다.
2009-10 시즌을 앞두고 전통적인 원정 유니폼과 써드 유니폼을 통해 긍정적으로 시즌을 기대하였다. 하노버는 또한 예르크 슈마트케(Jörg Schmadtke)를 새 기술 고문으로 영입하였고, 하노버에 새 비전을 예고하였다. 2009년 여름에 새로 영입된 선수로는 바이어 04 레버쿠젠의 카림 하귀와 콘스탄트 자크파, FC 잉골슈타트 04의 발데트 라마가 있었다. 이 시즌은 헤르타 BSC 베를린에 막판골로 0-1로 패하고 다음 경기에서 1. FSV 마인츠 05와 비기며 불안하게 시작하였고, 디터 헤킹은 자진 사퇴하였다. 헤킹의 빈 자리는 그동안 하노버의 수석 코치였던 안드레아스 베르크만이 맡았다. 시즌이 진행되면서, 하노버는 또다시 다수의 주축 선수들이 부상당하는 사태가 발생하였고, 이로써 공격의 주축과 수비의 주축을 모두 잃었다. 설상가상으로, 독일 국가대표 골키퍼 로베르트 엥케의 자살 사건이 발생하였다. 안드레아스 베르크만 감독은 이후 해임되었고, 겨울 휴식기를 앞두고 미르코 슬롬카 감독이 취임하였다. 이후, 아루나 코네와 에우송을 영입하여 스쿼드를 보강하였다.
하노버 96은 시즌 내내 강등권을 맴돌았고, 시즌 막바지에 몇승을 거두는 데에 그쳤다. 그에 따라, 하노버는 승리를 함과 동시에 타팀의 결과를 기다려야 했다. 하노버는 VfL 보훔을 아놀드 브루깅크, 미케 항케, 세르지우 핀투의 골로 3-0으로 제압하고, 1부리그 잔류에 성공하였다. 2010-11 시즌, 하노버는 모두의 예상을 뒤엎고, 분데스리가 출범 이후로는 최고 성적인 4위를 기록하였고, 19년 만에 유럽대항전 진출을 확정지었다. 2011-12 시즌, 하노버는 TSG 1899 호펜하임과 1. FC 뉘른베르크와의 첫 두경기에서 모두 2-1로 승리하며 산뜻하게 출발하였다.
UEFA 유로파리그 2011-12 플레이오프에서 하노버는 스페인 라 리가의 강호 세비야 FC를 만났는데, 합계 3-2 승리를 거두어, 조별리그 진출에 성공하였다.

## 로베르트 엥케의 죽음

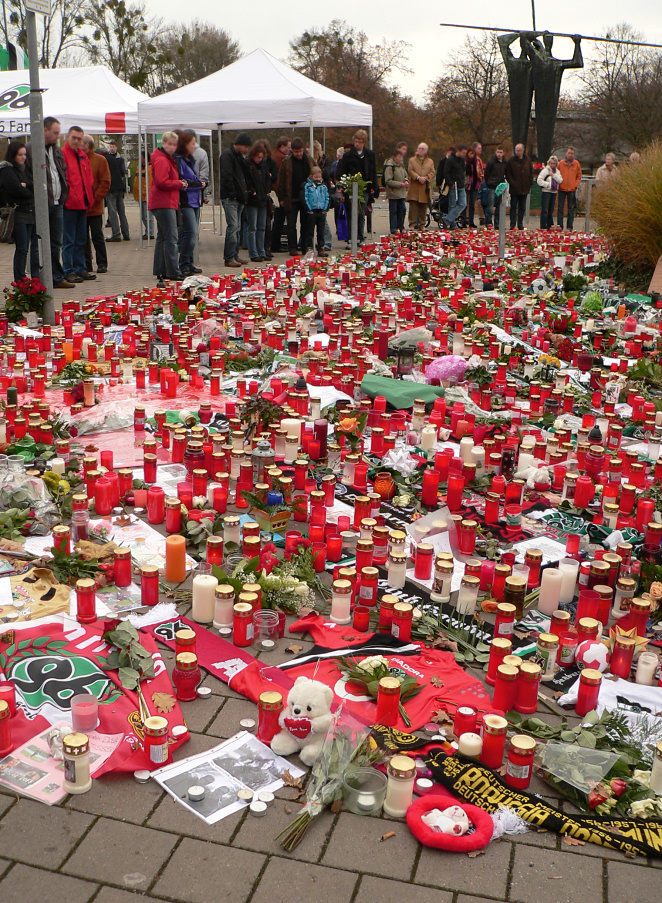
팬들은 AWD 아레나 앞에서 로베르트 엥케를 추모하였다.

2009년 11월 10일, 하노버의 등번호 1번 골키퍼 로베르트 엥케는 노이슈타트 암 뤼벤베어게의 노이슈타트 (Eilvese, Neustadt am Rübenberge) 에 위치한 철길 건널목 정지하여 자살하였다. 경찰은 엥케가 자살을 앞두고 쓴 유언장을 발견하였지만, 자세한 내용을 바로 공개하지는 않았다. 그의 과부, 테레사는 6년간 우울증에 시달려 정신과 주치의로부터 치료를 받고 있었다고 밝혔다. 그는 딸 라라가 2006년에 심장병으로 사망한 뒤, 딸을 잃은 슬픔에서 빠져나오지 못하였다.
많은 하노버 96의 팬들은 이 사건에 충격을 받았고, 이후 AWD 아레나 앞에 꽃과 촛불로 수놓았고, 애도의 저서에 서명하였다. 그의 친정 클럽이었던 FC 바르셀로나는 11월 11일 경기에서 팔에 검은 완장을 차고, 경기 전 1분간 그를 추모하였다. 그 외에도 몇, 국가대표팀 경기에서 같은 추모 행사를 거행하였다. 존경의 표식으로, 독일 축구 국가대표팀은 11월 14일에 예정되었던 칠레와의 친선경기를 취소하였다. 2009년 11월 21일과 22일에 거행된 분데스리가 경기와 SL 벤피카의 포르투갈컵 경기를 앞두고도 추모 행사가 진행되었다. 독일 국가대표는 이 외에도 계획된 모든 훈련 세션을 취소하였고, 엥케의 죽음에 대한 기자회견이 있었다. 올리버 비어호프, 국가대표팀 코치는 "우리는 모두 충격을 받았다. 우리는 할 말을 잃었다." 라고 하였다.
2009년 11월 15일, 약 40,000명의 관중이 엥케를 추모하기 위해 AWD 아레나에 웅집하였다. 엥케의 관은 백장미로 덮여있었고, 하노버 96의 선수 6명이 운반하였다. 그는 이후 하노버 외곽의 노이슈타트 (Neustadt) 에 그의 딸 무덤 옆에 묻혔다. 엥케는 팀 동료로부터 존경의 표식으로 하노버 96 유니폼 가슴에 숫자 1을 원 안에 새겼고, DFL로부터 합법적인 추모 행위로 인정받아, 잔여 2009-10 시즌 동안 사용되었다.

## 문양
하노버 96의 문양 역사
- 1896년 ~ 1905년
- 1905년 ~ 1913년
- 1962년 ~ 1968년
- 1968년 ~ 1974년
- 1974년 ~ 1987년
- 1987년 ~ 1992년
- 1992년 ~ 1999년
- 1999년 ~ 2003년
- 2003년 ~ 2005년
- 2005년 ~ 2007년
- 2007년 ~ 현재

## 최근 행보
| 연도    | 리그명                 | 순위  |
| 2000–01 | 2 분데스리가 (2부리그) | 9위   |
| 2001–02 | 2 분데스리가           | 우승↑ |
| 2002–03 | 1 분데스리가 (1부리그) | 11위  |
| 2003–04 | 1 분데스리가           | 14위  |
| 2004–05 | 1 분데스리가           | 10위  |
| 2005–06 | 1 분데스리가           | 12위  |
| 2006–07 | 1 분데스리가           | 11위  |
| 2007–08 | 1 분데스리가           | 8위   |
| 2008–09 | 1 분데스리가           | 11위  |
| 2009–10 | 1 분데스리가           | 15위  |
| 2010–11 | 1 분데스리가           | 4위   |
| 2011–12 | 1 분데스리가           | 7위   |
| 2012–13 | 1 분데스리가           | 9위   |

## 유럽대항전 역사
| 대회 / 시즌             | 라운드          | 국가       | 클럽                 | 홈  | 원정 | 합계 |
| ----------------------- | --------------- | ---------- | -------------------- | --- | ---- | ---- |
| UEFA 컵위너스컵 1992-93 | 1라운드         | 독일       | SV 베르더 브레멘     | 2-1 | 1-3  | 3-4  |
| UEFA 유로파리그 2011-12 | 플레이오프 예선 | 스페인     | 세비야 FC            | 2-1 | 1-1  | 3-2  |
| UEFA 유로파리그 2011-12 | B조 조별리그    | 벨기에     | 스탕다르 리에주      | 0-0 | 0-2  |      |
| UEFA 유로파리그 2011-12 | B조 조별리그    | 덴마크     | FC 쾨벤하운          | 2-2 | 2-1  |      |
| UEFA 유로파리그 2011-12 | B조 조별리그    | 우크라이나 | FC 보르스클라 폴타바 | 3-1 | 2-1  |      |
| UEFA 유로파리그 2011-12 | 32강            | 벨기에     | 클럽 브루게 KV       |     |      |      |

## 역대 성적
- 독일 챔피언쉽 우승 2회
  - 우승: 1938, 1954

- DFB-포칼 우승 1회
  - 우승: 1991-92

- 2 분데스리가 우승 2회
  - 우승: 1986–87, 2001–02

- 쉬드크라이스리가 우승 1회
  - 우승: 1921

- 니더작센 가울리가 우승 2회
  - 우승: 1935, 1938

- 남부 니더작센 가울리가 우승 2회
  - 우승: 1940, 1941

- 북부 오베르리가 우승 1회
  - 우승: 1954

- 북부 2 분데스리가 우승 1회
  - 우승: 1975

- 북부 레기오날리가 우승 2회
  - 우승: 1997, 1998

### 리저브 팀
- 독일 아마토이어 챔피언쉽 우승 3회
  - 우승: 1960, 1964, 1965

### 청소년 팀
- 독일 U-17 챔피언쉽
  - 준우승: 1994, 1995

- 독일 북부 / 북서부 U-19 챔피언쉽 우승 1회
  - 우승: 2004

## 경기장
하노버 96의 홈구장은 HDI-아레나로, 1954년 개장 당시 명칭은 "니더작센슈타디온" (Niedersachsenstadion) 으로, 현재 49,000명의 관중을 수용할 수 있다. 2006년 FIFA 월드컵 당시, 조별리그 4경기와 16강전 1경기를 주최하였다. 이 경기장은 또한 1974년 FIFA 월드컵과 UEFA 유로 1988 당시에도 경기를 주최하였다.

## 라이벌과 친선 관계
하노버의 주 라이벌은 아인트라흐트 브라운슈바이크로 그 외의 라이벌로는 가장 가까운 거리에 존재하는 1 분데스리가 클럽 SV 베르더 브레멘과 같은 니더작센주를 연고로 하는 VfL 볼프스부르크이다. 하노버는 1997년 레기오날리가 (당시 3부리그)의 2 분데스리가 승격 플레이오프에 있었던 악연으로 FC 에네르기 콧부스와도 감정이 좋지 않다. 콧부스와의 원정경기에서 조명이 정전으로 경기도중에 소등되었고, 다수의 하노버 팬들은 조명 수리를 핑계로 하여 고의로 소등하였다고 믿고 있다. 콧부스는 나중에 열린 재경기에서 3-1로 승리하여 승격하였다.
함부르크 SV는 SV 베르더 브레멘과의 라이벌이라는 점에서 친선 관계를 맺었다. 두 클럽은 모두 HSV로 줄여쓰여지기도 한다. 하노버의 서포터는 오덴세 BK 팬들과도 친한 관계를 맺었다. 두 팀은 서로의 홈구장을 번갈아 가며 친선경기를 치루었다. 하노버는 현재 3 리가에 속한 아르미니아 빌레펠트와도 친선 관계를 맺고 있다.

## 선수

### 현재 명단
2023년 11월 24일 기준

참고: FIFA 자격 규정에 따라 소속된 국가대표팀 국기를 표시합니다. 선수는 복수의 FIFA 비회원국 국적을 가지고 있을 수 있습니다.
| 번호 | 포지션 | 국적     | 이름                               |
| ---- | ------ | -------- | ---------------------------------- |
| 2    | DF     |          | 레온 안드레아센                    |
| 3    | DF     |          | 미코 알보르노즈                    |
| 5    | DF     | 세네갈   | 살리프 사네                        |
| 6    | MF     | 튀르키예 | 케이헌 귈셀람                      |
| 8    | MF     |          | 마누엘 슈미테바흐                  |
| 9    | FW     |          | 아르투르 소비히                    |
| 11   | MF     |          | 펠릭스 클라우스                    |
| 14   | FW     |          | 알랑 생-막시민(AS 모나코에서 임대) |
| 15   | MF     |          | 안드레 호프만                      |
| 17   | FW     |          | 루카스 힌터제어                    |
| 20   | DF     |          | 펠리피                             |

| 번호 | 포지션 | 국적     | 이름                |
| ---- | ------ | -------- | ------------------- |
| 23   | MF     |          | 마우리체 히르쉬     |
| 26   | FW     | 튀르키예 | 케난 카르멘         |
| 27   | DF     |          | 블라디미르 란코비치 |
| 29   | DF     |          | 올리버 소르그       |
| 30   | GK     |          | 사무엘 레드링거     |
| 34   | MF     |          | 팀 디어센           |
| 35   | FW     |          | 찰리손 벤스촙       |
| 36   | MF     |          | 세바스티안 에른스트 |
| 38   | FW     | 코소보   | 발미르 술레이마니   |
| 40   | GK     |          | 티모 쾨이그스만     |

### 임대 선수 명단
참고: FIFA 자격 규정에 따라 소속된 국가대표팀 국기를 표시합니다. 선수는 복수의 FIFA 비회원국 국적을 가지고 있을 수 있습니다.
| 번호 | 포지션 | 국적 | 이름                                     |
| ---- | ------ | ---- | ---------------------------------------- |
| —    | MF     |      | 프란차 (→ 파우메이라스 2015년 6/30 까지) |

## 역대 감독
| - 로베르트 푸흐스 (1932–1946) - 프리츠 푈슈테를 (1946–1947) - 오토 획스테르만 (1947–1948) - 로베르트 푸흐스 (1948–1950) - 파울 슬로피안카-호페 (1950–1951) - 에밀 이쇼 (1951–1952) - 헬무트 크론스바인 (1952–1957) - 쿠노 클뢰처 (1957–1958) - 프리츠 질켄 (1958–1959) - 귄터 그로스코프 (1959–1962) - 하인츠 루카스 (1962–1963) - 헬무트 크론스바인 (1963–1966) - 하네스 키어크 (1966) - 호르스트 부흐츠 (1966–1968) - 카를-하인 뮐하우젠 (1968, 감독대행) - 즐라트코 차이코브스키 (1968–1969) - 한스 필츠 (1970) - 헬무트 요한센 (1970–1971) - 한스 히프 (1971–1973) - 하네스 발다우프 (1973–1974) - 헬무트 크론스바인 (1974–1976) - 하네스 발다우프 (1976) - 헬무트 크론스바인 (1976–1978) - 토니 부어크하어트 (1978–1979) - 디트하임 페어너 (1979–1982) - 게르트 본자크 (1982–1983) - 베르너 비스쿠프 (1983–1985) | - 위르겐 뤼니오 (1985–1986) - 예르크 베어거 (1986) - 헬무트 칼토프 (1986) - 위르겐 베얼링 (1986–1988) - 한스 지멘스마여 (1988–1989) - 라인하르트 자프티히 (1989) - 슬로보단 센드리치 (1989) - 미하엘 크뤼거 (1989–1990) - 미하엘 로어코프스키 (1990–1992) - 에브하르트 포겔 (1992–1993) - 롤프 샤프스톨 (1993–1994) - 페터 노이루러 (1994–1995) - 밀로슈 델마시 (1995) - 에곤 코어데스 (1995–1996) - 위르겐 슈토프레겐 (1996) - 라인홀트 판츠 (1996-1998) - 프란츠 게어버 (1998-1999) - 브란코 이반코비치 (1999-2000) - 호르스트 에어만트라우트 (2000-2001) - 랄프 랑니크 (2001-2004) - 에발트 리넨 (2004-2005) - 페터 노이루러 (2005-2006) - 디터 헤킹 (2006-2009) - 안드레아스 베르크만 (2009-2010) - 미르코 슬롬카 (2010-2014) - 타이푼 코르쿠트 (2014-2015) - 토마스 샤프 (2015-) - 볼프강 롤프 (2016) - 토마스 돌 (2019) |